# 邵氏卷瓣兰
邵氏卷瓣兰（学名：Bulbophyllum linchianum）为兰科石豆兰属下的一个种。

## 扩展阅读
- 維基物種上的相關：邵氏卷瓣兰